# Aforia goodei
Aforia goodei é uma espécie de gastrópode do gênero Aforia, pertencente a família Cochlespiridae.